# 유도신문
유도신문(誘導訊問)이란 증인신문자가 희망하는 답변을 이끌기 위한 신문방법이다. 기억을 환기시켜야 할 경우 허용된다. 주신문에서는 원칙적으로 유도신문이 허용되지 않고 반대신문에서는 허용된다.

## 예시
변호사가 위키백과의 경쟁 출판 백과사전 편집인에게 "증인은 위키백과는 우리 모두를 위한 집단지성이 완성한 주옥 같은 업적이라고 생각하십니까라고 하는 질문은 유도신문이지만 적대적인 증인은 대상으로 하는 것이므로 허용된다.

## 직접신문
- 유도신문은 일반적으로 제외하고 허용되지 않는다.

비핵심 문제에 대한 것 ("장면을 설정")
어려운 증인 (어린이, 노인, 건망증이 있는 사람, 바보)
적대적 증인(상대방 당사자, 당사자의 영향력 하의 사람, 반대신문에 적대적인 사람)

## 반대신문
- 유도신문은 일반적으로 허용된다.
- 자신이 신청한 증인을 반대신문 (상대에 의해 적대적 증인으로 불렀다)하는 경우 유도신문은 허용되지 않는다.

## 유도신문의 금지
교호신문방식하에서는 주(主)·재주신문(再主訊問)에서는 유도신문을 행하는 것이 금지된다. 증인은 이를 신청한 측의 당사자에 호의를 가지는 것이 통례이므로 신문자의 자의(恣意)에 의한 위증을 방지하기 위한 것이다. 그러나 위증의 위험성이 없는 경우에는 예외적으로 허용된다. 증인의 신분·경력 등에 관한 때,기억이 충분치 아니하여 기억을 환기시킬 때, 증인이 적의(敵意)·반감을 표시할 때, 증인이 자기모순의 증언을 할 때 등의 여러 경우이다.

## 같이 보기
- 프레이밍